# Édouard, mon fils
Pour plus de détails, voir Fiche technique et Distribution.
Édouard, mon fils (Edward, My Son) est un film britannico-américain réalisé par George Cukor, sorti en 1949.

## Synopsis
Les Boult sont un couple heureux. Mais leur fils Edward est atteint d'une grave maladie et il doit être opéré le plus vite possible. Prêt à tout pour lui sauver la vie, son père, Arnold, déclenche l'incendie de sa propre entreprise afin de payer l'opération, qui doit se dérouler en Suisse, avec la prime d'assurance. Mais son acte a des répercussions sur ses proches : son associé, accusé à tort et emprisonné, se tue et sa femme Evelyn veut divorcer. Alors qu'il la trompe avec sa secrétaire Eileen, qui se donnera la mort après leur rupture, Arnold refuse le divorce et son épouse se réfugie dans l'alcool et en meurt. Adulte et guéri, Edward, devenu aviateur, meurt dans un accident d'avion. Désormais seul, Arnold souhaite retrouver la trace de son petit-fils, un enfant illégitime d'Edward, la dernière filiation de la famille Boult.

## Fiche technique
- Titre original : Edward, My Son
- Titre français : Édouard, mon fils
- Réalisation : George Cukor
- Scénario : Donald Ogden Stewart d'après la pièce de Robert Morley et Noel Langley
- Production : Edwin H. Knopf
- Société de production : Metro-Goldwyn-Mayer
- Musique : John Wooldridge
- Photographie : Freddie Young
- Directeur artistique : Alfred Junge
- Montage : Raymond Poulton
- Pays d'origine : Royaume-Uni - États-Unis
- Format : Noir et blanc - 1,37:1 - Mono
- Genre : Drame
- Durée : 112 minutes
- Date de sortie : 1949

## Distribution
- Spencer Tracy : Arnold Boult
- Deborah Kerr : Evelyn Boult
- Ian Hunter : Docteur Larry Woodhope
- James Donald : Bronton
- Mervyn Johns : Harry Sempkin
- Leueen MacGrath : Eileen Perrin
- Felix Aylmer : M. Hanray
- Walter Fitzgerald : M. Kedner